# اسپاناوی (واشینگتن)
اسپاناوی (به انگلیسی: Spanaway) یک منطقهٔ مسکونی در ایالات متحده آمریکا است که در شهرستان پیرس، واشینگتن واقع شده‌است. اسپاناوی ۲۲٫۵ کیلومتر مربع مساحت و ۲۷٬۲۲۷ نفر جمعیت دارد و ۱۱۶ متر بالاتر از سطح دریا واقع شده‌است.